# Slaget vid Tolenus
Slaget vid Tolenus utkämpades mellan  romerska republiken och marser den 11 juni år 90 f.Kr. Slaget stod antagligen vid Tolenus. Romarna leddes av konsuln Publius Rutilius Lupus och den mer militärt erfarne Gaius Marius och marserna leddes av härföraren Vettius Scato. Slaget är mest känt för att Publius Rutilius Lupus dödades i samband med slaget och det finns även med i en dikt av Ovidius.  
Det finns viss osäkerhet om slaget verkligen stod vid Tolenus - vissa källor hävdar att slaget stod vid Liris.  I samband med att romarna skulle ta sig över floden Tolenus (eventuellt Liris) delade Marius och Rutulius upp sig för att bygga broar på två olika ställen. Marserna lurade romarna i en fälla, där Rutilius och 8.000 man dödades, slängdes i floden och flöt förbi den plats där Marius slagit läger. Marius intog då marsernas läger.